# NGC 4892
NGC 4892 (również PGC 44697 lub UGC 8108) – galaktyka soczewkowata (S0), znajdująca się w gwiazdozbiorze Warkocza Bereniki. Odkrył ją William Herschel 11 kwietnia 1785 roku. Jest to galaktyka z aktywnym jądrem typu LINER.